# Фабио Коста
Фа́био Ко́ста (порт. Fábio Costa; 27 ноября 1977) — бразильский футболист, выступавший на позиции вратаря, наиболее известен по выступлениям за футбольный клуб «Сантос».

## Биография
Фабио Коста воспитывался в молодёжных академиях клубов «Баия», «Крузейро», нидерландского ПСВ и «Витории». На профессиональном уровне дебютировал в 1996 году в «Витории» из Салвадора.
Лучшие годы Фабио Коста провёл в «Сантосе», с которым выиграл чемпионат Бразилии, два чемпионата штата Сан-Паулу, доходил в 2003 году до финала Кубка Либертадорес. В 2004—2005 годах выступал за «Коринтианс» и в 2005 году помог своей команде стать в четвёртый раз чемпионом Бразилии в острейшем противостоянии с «Интернасьоналом». По итогам 2005 года Фабио Коста вошёл в символическую сборную чемпионата Бразилии.
В 2010—2011 годах выступал за «Атлетико Минейро». До перехода в клуб из Белу-Оризонти он являлся капитаном ФК «Сантос». В 2012 году вернулся в «Сантос», однако Муриси Рамальо не нуждается в его услугах. Фабио тренировался с командой, его контракт заканчивался в конце 2013 года. В феврале 2013 года провёл два матча за «Сан-Каэтано», выступая на правах аренды. После этого принял решение завершить карьеру. В интервью Фабио заявил, что не держит зла на «Сантос» за неудачные последние годы карьеры.
В 2000—2001 годах выступал за Олимпийскую сборную Бразилии.

## Достижения
- Чемпион Бразилии (2): 2002, 2005
- Обладатель Кубка Бразилии (1): 1997
- Чемпион штата Сан-Паулу (3): 2006, 2007, 2010
- Чемпион штата Баия (3): 1995, 1996, 1997
- Кубок Северо-Востока Бразилии (2): 1997, 1999
- Победитель отборочного турнира к Олимпиаде в зоне КОНМЕБОЛ: 2000